# Donta Hall
Donta Hall, né le 7 août 1997 à Luverne dans l'Alabama, est un joueur américain de basket-ball évoluant au poste de pivot. Il mesure 2,06 m.

## Biographie
Donta Hall intègre le Crimson Tide, l'équipe de basket-ball de l'université de l'Alabama. Suivi par plusieurs franchises, il se présente à la draft 2020 de la NBA comme son jeune coéquipier Collin Sexton. Hall n'est finalement pas drafté et intègre le Drive de Grand Rapids, équipe de G League affiliée aux Pistons de Détroit : il intègre ces derniers en NBA le 22 février 2020 par un contrat de 10 jours.
Le 10 juillet 2020, il s'engage avec les Nets de Brooklyn jusqu'à la fin de la saison.
En février 2021, Hall signe un contrat de 10 jours avec les Raptors de Toronto mais ne participe à aucune rencontre.
Le 13 avril 2021, il signe un contrat de 10 jours en faveur du Magic d'Orlando. Hall signe un second contrat de 10 jours avec le Magic le 23 avril. Le 8 mai 2021, il signe jusqu'à la fin de saison avec le Magic d'Orlando.
En août 2021, Hall s'engage pour une saison avec l'Association sportive de Monaco. Le 18 juillet 2022, il signe une prolongation de trois ans avec Monaco, après une saison  2022-2023 où il remporte championnat et coupe de France, et comme son club atteint pour la première fois le final four de l'Euroleague. Le 13 juillet 2023, il prolonge son aventure d'une saison et entame sa troisième saison consécutive avec la Rocca Team.
Le 23 juillet 2024, Hall s'engage pour deux saisons avec le Saski Baskonia qui participe à la Liga ACB et à l'Euroligue.

## Palmarès
- AS Monaco
  - Champion de France en 2023 et 2024
  - Vainqueur de la Coupe de France en 2023